# Eban (Indonesien)
Eban ist ein Ort und Kelurahan im indonesischen Teil Westtimors.

## Geographie
Eban liegt im Distrikt Westmiomaffo (indonesisch Kecamatan Miomaffo Barat) des Regierungsbezirks (Kabupaten) Nordzentraltimor (Provinz Ost-Nusa Tenggara). Er befindet sich auf einer Meereshöhe von 820 m, südlich der osttimoresischen Exklave Oe-Cusse Ambeno.

## Einwohner
Eban hat 2.551 Einwohner (2010). Im Ort gibt es eine katholische Kirche.